# Phoenicus sanguinipennis
Phoenicus sanguinipennis là một loài bọ cánh cứng trong họ Cerambycidae.